# Сугутка (приток Кубни)
Сугутка — река в России, протекает в Чувашской Республики, устьевая часть на территории Татарстана. Левый приток реки Кубни.

## География
Река Сугутка берёт начало в урочище Салагаево. Течёт на восток по открытой местности. Вдоль реки расположены дд. Нижарово, Шимкусы, Ямбулатово Янтиковского района. Село Козыльяры Урмарского района расположено между реками Сугутка и Кубня. Устье реки находится в 35 км по левому берегу реки Кубня. Длина реки составляет 21 км.

## Данные водного реестра
По данным государственного водного реестра России относится к Верхневолжскому бассейновому округу, водохозяйственный участок реки — Свияга от села Альшеево и до устья, речной подбассейн реки — Волга от впадения Оки до Куйбышевского водохранилища (без бассейна Суры). Речной бассейн реки — (Верхняя) Волга до Куйбышевского водохранилища (без бассейна Оки).
Код объекта в государственном водном реестре — 08010400612112100003055.